# Madame Inger em Ostraat

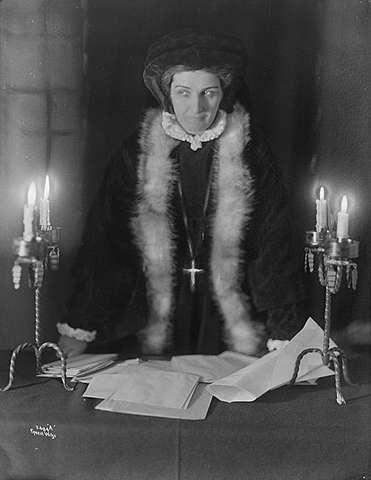
Agnes Mowinckel interpretando "Madame Inger" em 1921.

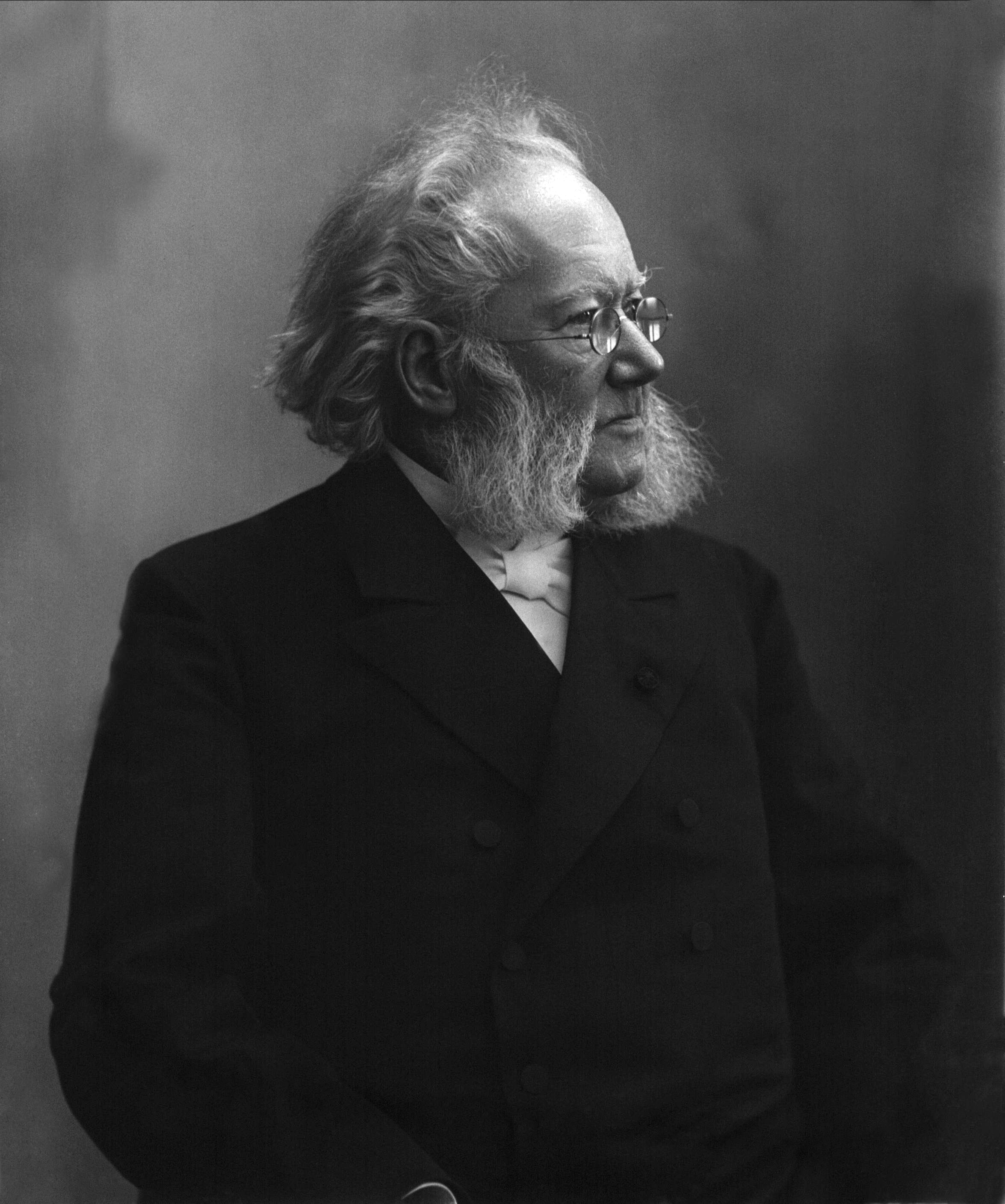
Henrik Ibsen fotografado por Gustav Borgen.

Madame Inger em Ostraat (Fru Inger til Østeraad) é uma peça teatral do dramaturgo norueguês Henrik Ibsen, escrita em 1854, e inspirada na vida de Inger, “Senhora de Austrått”. Foi representada pela primeira vez no Det Norske Theater, em Bergen, em 2 de janeiro de 1855, por ocasião do quinto aniversário do teatro.
A peça reflete o nascimento do nacionalismo romântico na Noruega desse período, e apresenta um forte sentimento anti-dinamarquês. Centra-se na Escandinávia de 1510-1540, quando a União de Kalmar entrou em colapso, os impactos da Reforma foram se tornando evidentes na Noruega, e uma última e desesperada luta estava sendo elaborada para manter a independência norueguesa.

## Histórico
A literatura norueguesa era praticamente inexistente durante o período da União de Kalmar, e no subsequente Reino da Dinamarca e Noruega (1387—1814) — Ibsen caracterizou tal período como "Quatrocentos Anos de Trevas". Ele foi um participante importante na formação do romantismo nacionalista que se seguiu a esse período, e é reconhecido como um dosgrandes quatro colaboradores do movimento (os outros são Bjørnstjerne Bjørnson, Alexander Kielland, e Jonas Lie), recriando uma cultura nacional com base no passado quase esquecido. Pesquisas posteriores mostraram que a peça “Madame Inger em Ostraat” desvia liberalmente dos eventos históricos reais, e deve ser entendida no seu contexto como uma afirmação de nacionalismo.
Ao trabalhar na peça, Ibsen foi obrigado a se ocupar com fontes históricas. Entre os historiadores da época havia um certo interesse na união dinamarquesa-norueguesa. Acredita-se que duas publicações de historiadores dinamarqueses desempenharam um papel especial no nascimento da peça de Ibsen: o trabalho de Caspar Paludan-Müller, “Grevens”, publicado em dois volumes em 1853-1854, e um volume de Samlinger, “Norske Folks Sprog og Historie”, publicado em 1833. O tratamento que Ibsen deu ao material histórico, no entanto, é muito livre.

## Características
Não se sabe exatamente quando Ibsen escreveu Madame Inger, apenas que a peça foi escrita durante o período em que ele era diretor do Det Norske Theater, em Bergen; em 1º de outubro de 1854 entregou o roteiro completo a Peter Blytt, presidente do conselho do teatro, de forma anônima. Ibsen tinha suas razões para não se revelar como o autor da peça, pois suas produções anteriores Noite de São João, em 1853, e Túmulo de Gigantes, em 1854, foram fracassos, e sua auto-estima estava baixa. Pouco antes da primeira noite, Ibsen - involuntariamente - revelou ser o autor da peça, mas insistiu que seu nome não deveria aparecer no cartaz ou nos anúncios preliminares. A produção não foi um sucesso, e o público mostrou menos interesse do que o esperado, sendo representada apenas duas vezes.
O enredo é inspirado em Inger (1475-1555), Senhora de Austrått, que era a mais rica proprietária de terras de sua época, na Noruega, filha e última herdeira da família Rømer, e também uma intrigante política (Inger é famosa por ter orquestrado os filhos para apoiar seus objetivos).

## Personagens
- Inger Ottisdaughter, viúva de Lord Steward Henrik Gyldenløve
- Eline, sua filha
- Nils Lykke, cavaleiro dinamarquês
- Olaf Skaktavl, um for a-da-lei norueguês
- Nils Stensson
- Jens Bjelke, comandante dinamarquês
- Bjørn, Finn e Einar, Lady

Fonte: 

## Edição em livro

### Primeira edição
Vários anos se passaram antes que a peça "Madame Inger em Ostraat" fosse publicada. Por volta de 1856-1857, Ibsen enviou o manuscrito para o editor Chr. Tønsberg, que havia publicado A Festa em Solhaug em março de 1856, mas foi educadamente recusado. Em 17 de abril de 1857, ele escreveu a seu amigo Paul Botten-Hansen, editor do semanário literário Illustreret Nyhedsblad, pedindo que intercedesse para a publicação. Botten-Hansen sugeriu publicar a peça como uma série na "Nyhedsblad Illustreret". Ibsen não tinha nenhuma objeção a isso, e a peça foi impressa em cinco números do semanário no período de 31 maio a 23 agosto de 1857. Em novembro do mesmo ano, o proprietário de "Illustreret Nyhedsblad", HJ Jensen, publicou uma separata da peça em uma edição limitada de 250 cópias.

### Segunda edição
Em 1874 Ibsen revisou a peça, e “Fru Inger til Østeraad” se tornou “Fru Inger til Østråt”. A editora era agora a de Frederik Hegel, de "Gyldendalske Boghandel" em Copenhague, e a edição consistiu de 4.000 exemplares, em novembro de 1874.

## Cinema e televisão
- Em 1961, foi feita uma produção norueguesa para televisão, sob direção de Toralf Sandø, com Aase Bye no papel título.[10]
- A peça foi filmada na Noruega em 1975, sob direção de Sverre Udnæs, com Ingerid Vardund no papel-título.[11][12]